# الصومام (سفينة)
الصومام 937 (بـالفرنسية : 937 Le Soummam) هي سفينة المدرسة للقيادة والتدريب المتقدم تابعة للقوات البحرية الجزائرية ، وسميت باسم الصومام لأسباب تاريخية. تم بنائها سنة 2006.
وهي سفينة من صنع صيني وهي لاتنتمي لأي فئة ولكنها تشبه قليلا سفينة التدريب القديمة من فئة «زينغي». وقد تم إطلاقها لأول مرة في الجزائر يوم 12 شعبان 1427 هـ الموافق5 سبتمبر 2006م حيث قام رئيس الجمهورية عبد العزيز بوتفليقة بمقر قيادة القوات البحرية الجزائرية بإطلاق تشغيل أول باخرة تعليم للبحرية الجزائرية..

## مميزات
تبلغ سرعة القصوى لهذه السفينة 22.22 عقدة ويمكن أن تحمل طائرة هيلوكوبتر واحدة. ويبلغ وزنها 5500 طن وطولها حوالي 132 متر وعرضها 14.6 متر.

## التسليح
السفينة لديها ثلاثة أنواع من المدافع :
- مدفعين canons chinois Type-76A.
- مدفعين 6x30 مم من نوع AK-630.

كما تمتلك السفينة ردارا من نوع 360 وأخر من نوع 363. وكليهما ثنائي الأبعاد (2D) وهو الأكثر استخداما في البحرية الصينية.
بينما نظمها الهجومية، فهي تمتلك نظام ردار هجومي جنبا إلى جنب مع النظم البصرية المتطورة، وهو من نوع 344 والأخر من نوع 347G وهي النظم التي تعطي رؤية بصرية متقدمة للغاية. بالإضافة إلى ذلك، تمتلك أيضا نظامي جهاز ضبط الليزر الذي يسمى بـ(FLIRT) والذي يستعمل الأشعة فوق الحمراء وكاميرا عالية الوضوح.